# Sarah Jane Brown
Sarah Jane Brown (de soltera Macaulay, Beaconsfield 31 de octubre de 1963), conocida como Sarah Brown, es una activista británica a favor de la salud y la educación mundial, fundadora y presidenta de la organización benéfica infantil Theirworld, presidenta ejecutiva de la Global Business Coalition for Education y co-fundadora de Un Mundo en la Escuela.
Fue socia fundadora de Hobsbawm Macaulay Communications, una empresa de relaciones públicas. Está casada con Gordon Brown, quien se desempeñó como Ministro de Hacienda de 1997 a 2007 y Primer Ministro del Reino Unido del 2007 al 2010.

## Vida y Educación
Sarah Jane Macaulay nació en Beaconsfield, Buckinghamshire, el 31 de octubre de 1963. Su madre, Pauline, era maestra y su padre, Iain, trabajaba para la editorial Longman. Macaulay pasó su infancia en Fife, antes de que su familia se mudara a Tanzania, donde su madre iba a laborar en una escuela, cuando tenía dos años. Cuando tenía ocho años, sus padres se separaron. Cada uno se volvió a casar; su madre, padrastro, ella y sus dos hermanos menores, Sean y Bruce, se reasentaron en el norte de Londres.
Allí, se educó en la Escuela Secundaria Acland Burghley y en la Escuela para Niñas de Camden, y más tarde se licenció en psicología en la Universidad de Bristol.
Al salir de la universidad, trabajó en la consultora de marcas Wolff Olins. Cuando tenía 30 años, fundó la firma de relaciones públicas Hobsbawm Macaulay, en sociedad con una vieja amiga de la escuela, Julia Hobsbawm. Entre sus clientes se encontraban el New Statesman (propiedad de Geoffrey Robinson), el Partido Laborista y los sindicatos. En el 2000, se casó con Gordon Brown y en octubre del 2001 dejó Hobsbawm Macaulay después de enterarse de que estaba embarazada de su primer hijo.

## Vida personal
La relación de Sarah con Gordon Brown comenzó después de que compartieron un vuelo de Londres a Escocia para la conferencia del Partido Laborista Escocés en 1994. La relación se mantuvo en secreto hasta junio de 1997, cuando News of the World publicó una foto de ellos juntos en un restaurante de Londres. Se casaron el 3 de agosto de 2000 en la ciudad natal de Brown, North Queensferry, Fife.
El 28 de diciembre de 2001, dio a luz prematuramente a una niña, Jennifer Jane, que murió a los diez días.  Gordon habló de la valentía de Sarah después de la muerte de su hija.
El 17 de octubre de 2003, dio a luz a su segundo hijo y primer hijo, John. Otro hijo, James Fraser, llegó el 17 de julio de 2006 y fue diagnosticado con fibrosis quística en noviembre.

## Activismo
A lo largo de su trabajo como activista, Brown es patrocinadora de la organización benéfica contra la violencia doméstica Women's Aid (desde 2004, en curso en 2013), de Maggie's Cancer Caring Centers (desde 2007, en curso en 2013) y de SHINE Education Trust.
Brown también es patrocinadora de los premios CBI First Women Awards, que desde 2004 han celebrado a "mujeres pioneras; modelos a seguir exitosos que han abierto nuevos caminos y abierto oportunidades para otras mujeres".
Brown también es amiga de la escritora J.K. Rowling, y los dos fueron coautores de un libro infantil para la organización benéfica One Parent Families.
Los esfuerzos de Brown para cambiar la vida de mujeres y niños han sido reconocidos con el premio Vision and Impact Award de la Global Business Coalition for Health, el Susan G. Komen for the Cure Global Leadership Award, una beca honoraria del Royal College of Obstetricians and Gynecologist y un premio de reconocimiento de la Federación Internacional de Ginecología y Obstetricia, que recibió junto a la directora ejecutiva de ONU Mujeres, Michelle Bachelet.
En febrero del 2015, se anunció que Sarah Brown competiría en una segunda edición especial de Comic Relief del programa de televisión The Great British Bake Off, y The Guardian describió la alineación como un "motivo de celebración".